# Dobra (powiat Bolesławiecki)
Dobra (Duits: Dobrau) is een plaats in het Poolse district Bolesławiecki, woiwodschap Neder-Silezië. De plaats maakt deel uit van de gemeente Bolesławiec.